# Vignola
Vignola là một đô thị (comune) ở tỉnh Modena, vùng Emilia-Romagna của Ý. Đô thị Vignola có diện tích km2, dân số thời điểm 31 tháng 5 năm 2005 là 22.518 người.